# Торф'яно-болотні ліси басейнів Тонлесапу та Меконгу
Торф'яно-болотні ліси басейнів Тонлесапу та Меконгу (ідентифікатор WWF: IM0165) — індомалайський екорегіон тропічних та субтропічних вологих широколистяних лісів, розташований в Камбоджі та В'єтнамі.

## Географія
Екорегіон торф'яно-болотних лісів басейнів Тонлесапу та Меконгу охоплює кілька окремих низинних ділянок, розташованих навколо заплав Тонлесапу та Меконгу, на території Камбоджі та Південного В'єтнаму. Найменша ділянка розташована на північно-західному березі озера Тонлесап, на зовнішньому краю водно-болотних угідь, друга ділянка простягається на схід від річки Тонлесап, третя — простягається через камбоджійсько-в'єтнамський кордон вздовж лівого берега Меконгу, а четверта — розташована в дельті Меконгу.
На відміну від екорегіону прісноводних заболочених лісів басейну Тонлесапу, який розташований в заплавах Тонлесапу та Нижнього Меконгу та охоплює території, що затоплюються водою лише сезонно, цей екорегіон охоплює постійно заболочені території. Від морського узбережжя він відділений смугою індокитайських мангрів, на заході переходить у сухі ліси Центрального Індокитаю, а на сході — у сухі вічнозелені ліси Південно-Східного Індокитаю.

## Клімат
В межах екорегіону домінує саванний клімат (Aw за класифікацією кліматів Кеппена). Середньорічна кількість опадів тут коливається від 1300 до 1560 мм, більшість з яких випадає під час сезону мусонів з квітня по листопад.

## Флора
Основними рослинними угрупованнями екорегіону є торф'яно-болотні ліси. Вони ростуть у погано дренованих низовинах, де рівень ґрунтових вод досягає поверхні, а верхній ґрунтовий горизонт дуже багатий на органічні речовини. Ці постійно заболочені ліси значно відрізняються від затоплюваних лісів, поширених в заплавах Тонлесапу та Меконгу, які сезонно затоплюються на 6-8 місяців щороку. В останніх вода підіймається на більшу висоту, однак при цьому вона не є стоячою та краще насичена киснем через близькість до озера та річок. У торф'яно-болотних лісах поганий дренаж та стояча, мілководна вода створюють безкисневі умови, які сповільнюють розкладання органічної речовини та призводять до накопичення торфу.
В екорегіоні зустрічається кілька різновидів торф'яно-болотних лісів. Найбільш поширений тип характеризується домінуванням пальм тарав (Livistona saribus), що досягають понад 30 м заввишки. Пальми є характерним компонентом торф'яно-болотних лісів, однак, як правило, відсутні в заплаві Тонлесапу, за винятком ротангових пальм (Calamus spp.), які зустрічаються в деяких галерейних лісах. Окрім пальм, у торф'яно-болотних лісах також зустрічаються різні види євгеній (Eugenia spp.), елеокарпусів (Elaeocarpus spp.) та калофіллумів (Calophyllum spp.). Ці дерева характеризуються повітряними коренями або пневматофорами, які дозволяють їм дихати у безкисневому мілководді, подібно до мангрових дерев. Торф'яно-болотні ліси екорегіону наразі представлені лише залишками, оскільки понад 90 % цих лісів були знищені або значно деградували.
Окрім лісів, в екорегіоні також зустрічаються великі ділянки трав'янистих та осокових заболочених луків. На родючих алювіальних глинистих відкладах ростуть високі трави, зокрема тропічний очерет (Phragmites karka), міцні цукрові тростини (Tripidium arundinaceum) та великі політоки (Polytoca gigantea). На менш родючих ґрунтах ростуть різноманітні представники родин Злакові (Poaceae) і Осокові (Cyperaceae) та інші трав'янисті види.
На солонуватоводних та прісноводних водно-болотних угіддях, розташованих у верхніх районах дельти Меконгу у В'єтнамі, переважають мангрові зарості, основу яких складають плакучі мелалеуки (Melaleuca leucadendra). Колись ці мангри вкривали значні території дельти, які піддавалися сезонним затопленням, та де були поширені кислі сульфатні ґрунти. Наразі площа мелалеукових лісів значно скоротилася, хоча здійснювалися успішні спроби з їх відновлення. Найбільші збережені масиви мелалеукових мангрів зустрічаються в околицях Уміня в провінції Камау, на рівнинах навколо Хатьєна в провінції К'єнзянг та на Очеретяній рівнині в провінціях Лонган та Донгтхап
Флористичне різноманіття мелалеукових боліт є низьким, однак вони відіграють важливу роль у підтримці функціонування природних екосистем. Ці болота затримують потік води під час вологого сезону, зменшуючи небезпеку повеней, накопичують прісну воду та зменшують окислення ґрунту. Вони є оселищами для багатьох водних організмів та забезпечують стале джерело деревини для будівництва та палива.

## Фауна
Багато великих тварин, які раніше населяли ліси та болота регіону, наразі вимерли. Серед таких видів слід відзначити азійського арні (Bubalus arnee), сіамського броворогого оленя (Rucervus eldii siamensis), індокитайського аксиса (Axis porcinus annamiticus) та бантенга (Bos javanicus). Однак тут продовжують мешкати дрібні види, зокрема рідкісні коти-рибалки (Prionailurus viverrinus) та суматранські видри (Lutra sumatrana), одні з найрідкісніших видр світу.
Очеретяні зарості екорегіону є важливим місцем проживання для багатьох водоплавних і коловодних птахів, таких як рідкісні індійські журавлі (Grus antigone), яванські марабу (Leptoptilos javanicus), індійські лелеки-молюскоїди (Anastomus oscitans), бурі коровайки (Plegadis falcinellus), сивопері ібіси (Threskiornis melanocephalus), білоплечі ібіси (Pseudibis davisoni) та майже ендемічні гігантські ібіси (Thaumatibis gigantea).

## Збереження
Оцінка 2017 року показала, що 426 км², або 1 % екорегіону, є заповідними територіями. Природоохоронні території включають: Тонлесапський біосферний заповідник, Заповідник Борей-Чолсар та Рамсарське водно-болотне угіддя Боеунг-Прек-Лапув в Камбоджі, а також Національний парк Чамтім, Національний парк Уміньтхионг, Національний парк Уміньха, Заповідник водно-болотних угідь Лангшен та Природний заповідник Гаогюн у В'єтнамі. 